# Arctia pelodes
Arctia pelodes är en fjärilsart som beskrevs av Smith 1958. Arctia pelodes ingår i släktet Arctia och familjen björnspinnare. Inga underarter finns listade i Catalogue of Life.